# Néstor Azón
Néstor Azón (El Guabo, Provincia de El Oro, Ecuador, 11 de noviembre de 1937, Falleció en Guayaquil, Provincia del Guayas, 9 de mayo de 2025) fue un exfutbolista ecuatoriano que jugaba de delantero. Fue campeón nacional con el Club Deportivo Everest de Guayaquil en 1962.

## Trayectoria
Néstor Azón inició su carrera en el Everest de Guayaquil y quedó campeón en 1962, por primera y única vez en la historia del club.
Fue goleador del Campeonato Provincial del Guayas de 1962 junto con brasileño Iris de Barcelona.
En 1963 jugó la Copa Libertadores por el Everest.

## Selección nacional
Ha sido internacional con la Selección de fútbol de Ecuador en 6 ocasiones. Su debut fue el 10 de marzo de 1963 ante Bolivia en el Campeonato Sudamericano.

### Participaciones internacionales
- Campeonato Sudamericano 1963.  Anotó un gol en el partido que Ecuador empató con Brasil 2:2.

## Clubes
| Club    | País    | Año       |
| ------- | ------- | --------- |
| Everest | Ecuador | 1955-1963 |

## Palmarés

### Campeonatos locales y nacionales
| Título                  | Club    | País    | Año  |
| ----------------------- | ------- | ------- | ---- |
| Campeonato de Guayaquil | Everest | Ecuador | 1960 |
| Campeonato Ecuatoriano  | Everest | Ecuador | 1962 |

### Logros individuales
| Título                              | Club    | País    | Año  | Goles |
| ----------------------------------- | ------- | ------- | ---- | ----- |
| Goleador de Campeonato de Guayaquil | Everest | Ecuador | 1962 | 13    |

https://www.facebook.com/nestor.azon
- Datos: Q17623703